# Namasenda
Naomi Namasenda (14 de novembro de 1993), conhecida mononimamente como Namasenda, é uma cantora e compositora sueca de Estocolmo. Ela é mais conhecida por lançamentos na gravadora pop e eletrônica britânica, PC Music.

## Graduação e carreira musical
Em 2012, ela foi premiada com uma bolsa vocal da Hollywood Chamber of Commerce. Ela se formou no Musicians Institute e voltou para a Suécia para trabalhar em novas músicas e lançou seu single de estreia "Here" em 2016, com participação de BFOTY. Lá, ela foi escolhida a dedo como um ato inovador pelo Red Bull Select. Em 2017, ela lançou seu EP de estreia, hot_babe_93, e apresentou prêmios no Grammy sueco.
Em 2019, com o lançamento de seu single "24/7", ela se tornou a primeira artista negra a assinar com a PC Music. No mesmo ano, ela participou do álbum Planet Y2K, da cantora americana LIZ. Ela lançou "Dare (AM)" e "Dare (PM)" em abril de 2020, ambos singles produzidos por A. G. Cook, seguido por "Wanted" em novembro de 2020.
Namasenda lançou "Demonic", "Banana Clip", "Finish Him" e "No Regrets" como singles de sua mixtape de estreia Unlimited Ammo, que foi lançada em 28 de outubro de 2021.

## Discografia

### Mixtapes
| Título         | Detalhes                                                                                                 |
| -------------- | --- |
| Unlimited Ammo | - Lançamento: 28 de outubro de 2021 - Gravadora: PC Music - Formatos: Vinil, Download digital, streaming |

### Álbums de remixes
| Título                           | Detalhes                                                                            |
| -------------------------------- | ----------------------------------------------------------------------------------- |
| Unlimited Ammo: Infinity (Remix) | - Lançamento: 8 de abril de 2022 - Gravadora: PC Music - Formatos: Download digital |

### EPs
| Título      | Detalhes                                                                                               |
| ----------- | --- |
| hot_babe_93 | - Lançamento: 22 de setembro de 2017 - Gravadora: Auto-lançado - Formatos: Download digital, streaming |

### Singles
| Título                                          | Ano  | Álbum                            |
| ----------------------------------------------- | ---- | -------------------------------- |
| "Here" (com participação de BFOTY)              | 2016 | hot_babe_93                      |
| "Ok Bye"                                        | 2017 | hot_babe_93                      |
| "24/7"                                          | 2019 | Single sem álbum                 |
| "Dare (AM)"                                     | 2020 | PC Music Volume 3                |
| "Dare (PM)"                                     | 2020 | Single sem álbum                 |
| "Wanted"                                        | 2020 | Single sem álbum                 |
| "Demonic" (com participação de La Zowi)         | 2021 | Unlimited Ammo                   |
| "Banana Clip" (com participação de Mowalola)    | 2021 | Unlimited Ammo                   |
| "Finish Him" (com participação de Joey LaBeija) | 2021 | Unlimited Ammo                   |
| "No Regrets"                                    | 2021 | Unlimited Ammo                   |
| "☆" (Woesum Remix) (com participação de Oklou)  | 2022 | Unlimited Ammo: Infinity (Remix) |
| "Black Ops 2" (Umru Remix)                      | 2022 | Unlimited Ammo: Infinity (Remix) |

### Outras aparições
| Título            | Álbum               | Artista(s) | Ano  |
| ----------------- | ------------------- | ---------- | ---- |
| "Bubblegum"       | Planet Y2K          | LIZ        | 2019 |
| "I Could Die"     | Year0001 – Rift One | —          | 2020 |
| "The Ultra Intro" | babycasey: ultra    | Casey MQ   | 2021 |